# Ralf Leberer
Ralf Leberer (* 26. Oktober 1973 in Tettnang) ist ein ehemaliger deutscher Leichtathlet.

## Werdegang
Nach dem Abitur studierte Leberer ab 1993 an der Universität Ulm Elektrotechnik. Auf das Diplom folgte eine Tätigkeit als wissenschaftlicher Mitarbeiter bei Wolfgang Menzel an der Universität Ulm. 2005 promovierte Leberer mit Auszeichnung zum Dr.-Ing. im Bereich Spezielle Mikrowellen-Antennen und erhielt dafür 2006 den Promotionspreis der Ulmer Universitätsgesellschaft.
Über seinen Heimatverein MTG Wangen kam Ralf Leberer zur Leichtathletik, begann aber erst – mit Beginn des Studiums und dem damit verbundenen Wechsel zum SSV Ulm 1846 – ab 1993 mit dem leistungsbezogenen Training. 1999 gelang ihm der Anschluss an die nationale Spitze, als er erstmals Deutscher Hallenmeister über 60 m Hürden wurde.
Im selben Jahr nahm er an den Weltmeisterschaften in Sevilla teil und konnte sich für die Olympischen Sommerspiele 2000 in Sydney qualifizieren.
Seine sportliche Karriere endete 2002 auf Grund zweier Achillessehnenrupturen. Seitdem konzentriert er sich auf seine berufliche Karriere als Dr.-Ingenieur der Elektrotechnik. Leberer ist weiterhin dem Deutschen Leichtathletik-Verband als freier Mitarbeiter im Bereich Medien treu.

## Sportliche Erfolge
- 1997: Platz 6 bei der Universiade auf Sizilien
- 1999: Deutscher Meister über 60 m Hürden (Halle); Deutscher Vizemeister über 110 m Hürden (Freiluft)
- 1999: Weltmeisterschaftsteilnahme in Sevilla
- 1999: Platz 8 bei der Universiade auf Mallorca
- 2000: Deutscher Vizemeister über 60 m Hürden (Halle) und 110 m Hürden (Freiluft)
- 2000: Halleneuropameisterschaften in Gent: Platz 8
- 2000: Olympische Sommerspiele in Sydney: Viertelfinale 110 m Hürden
- 2001: Deutscher Meister über 60 m Hürden (Halle)
- 2001: Universiadeteilnehmer in Peking
- 1995–2001: Insgesamt zehnfacher (Internationaler) Deutscher Hochschulmeister über 60 m Hürden (Halle) und 110 m Hürden (Freiluft)

Bestzeiten: 110 m Hürden: 13,42 s; 60 m Hürden: 7,59 s